# Englische Rugby-Union-Meisterschaft 2020/21
Die Saison 2020/21 von Premiership Rugby war die 34. Saison der obersten Spielklasse der englischen Rugby-Union-Meisterschaft. Aus Sponsoringgründen trug sie den Namen Gallagher Premiership. Sie begann am 20. November 2020, umfasste 22 Spieltage (je eine Vor- und Rückrunde) und dauerte bis zum 12. Juni 2021. Anschließend qualifizierten sich die vier bestplatzierten Mannschaften für das Halbfinale, die Halbfinalsieger trafen am 26. Juni 2021 im Finale im Twickenham Stadium aufeinander. Die Harlequins errangen den Meistertitel zum zweiten Mal, indem sie im Finale die Titelverteidiger, die Exeter Chiefs, bezwangen. In dieser Saison stieg keine Mannschaft ab, nachdem ein Moratorium vereinbart worden war.

## Gallagher Premiership

### Tabelle
M = Amtierender Meister
|     | Team               | Spiele | Siege | Unent. | Ndlg. | Spiel- punkte | Diff. | Bonus- punkte | Tabellen- punkte |
| --- | ------------------ | ------ | ----- | ------ | ----- | ------------- | ----- | ------------- | ---------------- |
| 01. | Bristol Bears      | 22     | 17    | 1      | 4     | 561:379       | + 182 | 15            | 85               |
| 02. | Exeter Chiefs (M)  | 22     | 17    | 0      | 5     | 624:356       | + 268 | 14            | 82               |
| 03. | Sale Sharks        | 22     | 16    | 0      | 6     | 537:401       | + 136 | 10            | 74               |
| 04. | Harlequins         | 22     | 13    | 1      | 8     | 703:564       | + 139 | 15            | 71               |
| 05. | Northampton Saints | 22     | 11    | 0      | 11    | 469:457       | + 12  | 11            | 57               |
| 06. | Leicester Tigers   | 22     | 11    | 0      | 11    | 478:492       | − 14  | 8             | 54               |
| 07. | Bath Rugby         | 22     | 10    | 0      | 12    | 494:604       | − 110 | 12            | 52               |
| 08. | Wasps RFC          | 22     | 9     | 0      | 13    | 539:624       | − 85  | 14            | 50               |
| 09. | London Irish       | 22     | 6     | 2      | 14    | 439:531       | − 92  | 14            | 48               |
| 10. | Newcastle Falcons  | 22     | 9     | 0      | 13    | 385:512       | − 127 | 5             | 45               |
| 11. | Gloucester Rugby   | 22     | 7     | 0      | 15    | 450:518       | − 68  | 13            | 45               |
| 12. | Worcester Warriors | 22     | 4     | 0      | 18    | 326:567       | − 241 | 11            | 27               |

Die Punkte wurden wie folgt verteilt:
- 4 Punkte bei einem Sieg
- 2 Punkte bei einem Unentschieden
- 0 Punkte bei einer Niederlage (vor möglichen Bonuspunkten)
- 1 Bonuspunkt für vier oder mehr Versuche, unabhängig vom Endstand
- 1 Bonuspunkt bei einer Niederlage mit sieben oder weniger Punkten Unterschied

### Playoff
Halbfinale
| 19. Juni 2021 13:30 WESZ | Bristol Bears | 36 : 43 n. V.         | Harlequins | Ashton Gate Stadium, Bristol Schiedsrichter: Wayne Barnes |
| 19. Juni 2021 13:30 WESZ | Versuche: Earl 8. n.erh. Malins (3) 12. n.erh., 22. n.erh., 94. n.erh. Morahan 28. erh. Erhöhungen: Sheedy (1/5) Straftritte: Sheedy (3/3) 4., 6., 64. | (28:5, 31:31) Bericht | Versuche: Dombrandt 39. n.erh. Green (2) 42. erh., 90.+6 erh. Chisholm 49. erh. Lynagh 54. n.erh. Marchant (2) 76. erh., 100. n.erh. Erhöhungen: Smith (4/7) | Ashton Gate Stadium, Bristol Schiedsrichter: Wayne Barnes |

| 19. Juni 2021 16:30 WESZ | Exeter Chiefs | 40 : 30         | Sale Sharks | Sandy Park, Exeter Schiedsrichter: Tom Foley |
| 19. Juni 2021 16:30 WESZ | Versuche: Cowan-Dickie 5. erh. O’Flaherty 10. n.erh. Nowell (2) 30. erh., 51. erh. Cuthbert 67. n.erh. Erhöhungen: Simmonds (3/5) Straftritte: Simmonds (3/3) 24., 44., 77. | (22:13) Bericht | Versuche: Janse van Rensburg (2) 25. erh., 46. erh. D. du Preez 71. erh. Erhöhungen: R. du Preez (2/2) Wilkinson (1/1) Straftritte: R. du Preez (3/4) 18., 35., 57. | Sandy Park, Exeter Schiedsrichter: Tom Foley |

Finale
| 24. Oktober 2020 18:00 WESZ | Exeter Chiefs | 38 : 40         | Harlequins | Twickenham Stadium, London Zuschauer: 10.000 Schiedsrichter: Matthew Carley |
| 24. Oktober 2020 18:00 WESZ | Versuche: Gray 17. erh. Hepburn 29. erh. S. Simmonds 49. erh. Devoto 54. erh. Hogg 78. erh. Erhöhungen: J. Simmonds (5/5) | (20:15) Bericht | Versuche: Strafversuch 7. Louw 38. erh. Dombrandt 40.+4 erh. Esterhuizen 44. erh. Lynagh (2) 72. erh., 76. erh. Erhöhungen: Smith (4/4) | Twickenham Stadium, London Zuschauer: 10.000 Schiedsrichter: Matthew Carley |

| 15                 | Jack Nowell       |                 |
| 14                 | Alex Cuthbert     | 45.             |
| 13                 | Henry Slade       |                 |
| 12                 | Ollie Devoto      |                 |
| 11                 | Tom O’Flaherty    |                 |
| 10                 | Joe Simmonds      |                 |
| 09                 | Jack Maunder      | 52.             |
| 08                 | Sam Simmonds      |                 |
| 07                 | Richard Capstick  | 45.             |
| 06                 | Jannes Kirsten    |                 |
| 05                 | Jonny Hill        | 7. bis 17.′ 73. |
| 04                 | Jonny Gray        |                 |
| 03                 | Harry Williams    | 73.             |
| 02                 | Luke Cowan-Dickie | 61.             |
| 01                 | Alec Hepburn      | 54.             |
| Auswechselspieler: |                   |                 |
| 16                 | Jack Yeandle      | 61.             |
| 17                 | Ben Moon          | 54.             |
| 18                 | Marcus Street     | 73.             |
| 19                 | Sean Lonsdale     | 73.             |
| 20                 | Don Armand        | 45.             |
| 21                 | Stuart Townsend   | 52.             |
| 22                 | Harvey Skinner    |                 |
| 23                 | Stuart Hogg       | 45.             |
| Trainer:           |                   |                 |
| Rob Baxter         |                   |                 |

| 15                 | Tyrone Green          |              |
| 14                 | Cadan Murley          | 58.          |
| 13                 | Joe Marchant          |              |
| 12                 | André Esterhuizen     |              |
| 11                 | Louis Lynagh          |              |
| 10                 | Marcus Smith          | 29. bis 39.′ |
| 09                 | Danny Care            |              |
| 08                 | Alex Dombrandt        |              |
| 07                 | Jack Kenningham       |              |
| 06                 | James Chisholm        | 74.          |
| 05                 | Stephan Lewies        | 58.          |
| 04                 | Matt Symons           |              |
| 03                 | Wilco Louw            | 58.          |
| 02                 | Scott Baldwin         | 58.          |
| 01                 | Joe Marler            |              |
| Auswechselspieler: |                       |              |
| 16                 | Joe Gray              | 58.          |
| 17                 | Santiago García Botta |              |
| 18                 | Will Collier          | 58.          |
| 19                 | Dino Lamb             | 58.          |
| 20                 | Tom Lawday            | 74.          |
| 21                 | Martín Landajo        |              |
| 22                 | Ben Tapuai            |              |
| 23                 | Luke Northmore        | 58.          |
| Trainer:           |                       |              |
| Billy Millard      |                       |              |

### Statistik
|    | Name           | Verein        | Versuche |
| -- | -------------- | ------------- | -------- |
| 1. | Sam Simmonds   | Exeter Chiefs | 21       |
| 2. | Danny Care     | Harlequins    | 12       |
| 3. | Alex Dombrandt | Harlequins    | 10       |
| 3. | Josh Bassett   | Wasps RFC     | 10       |
| 3. | Byron McGuigan | Sale Sharks   | 10       |

|    | Name            | Verein        | Punkte |
| -- | --------------- | ------------- | ------ |
| 1. | Marcus Smith    | Harlequins    | 286    |
| 2. | AJ MacGinty     | Sale Sharks   | 188    |
| 3. | Joe Simmonds    | Exeter Chiefs | 184    |
| 4. | Paddy Jackson   | London Irish  | 177    |
| 5. | Rhys Priestland | Bath Rugby    | 150    |

## RFU Championship
Die Saison der zweiten Liga, der RFU Championship, sollte 20 Spieltage (je eine Vor- und Rückrunde) umfassen, musste aber wegen der anhaltenden COVID-19-Pandemie auf zehn Spieltage begrenzt werden. Sie begann am 6. März 2021 und endete mit einem zweiteiligen Finale am 13. und 20. Juni, um den Aufsteiger in die Premiership Rugby zu ermitteln. Einen Absteiger gab es in dieser Saison nicht.

### Tabelle
R = Relegation (Absteiger) aus der Premiership

|     | Team                 | Spiele | Siege | Unent. | Ndlg. | Spiel- punkte | Diff. | Bonus- punkte | Tabellen- punkte |
| --- | -------------------- | ------ | ----- | ------ | ----- | ------------- | ----- | ------------- | ---------------- |
| 01. | Ealing Trailfinders  | 10     | 9     | 0      | 1     | 505:161       | + 344 | 9             | 45               |
| 02. | Saracens (R)         | 9      | 8     | 0      | 1     | 444:101       | + 343 | 8             | 40               |
| 03. | Doncaster Knights    | 10     | 8     | 0      | 2     | 236:225       | + 11  | 4             | 36               |
| 04. | Cornish Pirates      | 10     | 6     | 0      | 4     | 268:210       | + 58  | 8             | 32               |
| 05. | Coventry RFC         | 10     | 6     | 0      | 4     | 252:282       | − 30  | 6             | 30               |
| 06. | Jersey Reds          | 10     | 5     | 0      | 5     | 256:284       | − 28  | 4             | 24               |
| 07. | Ampthill RUFC        | 10     | 4     | 0      | 6     | 217:325       | − 108 | 6             | 22               |
| 08. | Bedford Blues        | 10     | 3     | 0      | 7     | 213:268       | − 55  | 5             | 17               |
| 09. | Hartpury College RFC | 9      | 2     | 0      | 7     | 228:360       | − 132 | 4             | 12               |
| 10. | Nottingham RFC       | 10     | 2     | 0      | 8     | 169:344       | − 175 | 4             | 12               |
| 11. | Richmond FC          | 10     | 1     | 0      | 9     | 138:366       | − 228 | 0             | 4                |

Die Punkte wurden wie folgt verteilt:
- 4 Punkte bei einem Sieg
- 2 Punkte bei einem Unentschieden
- 0 Punkte bei einer Niederlage (vor möglichen Bonuspunkten)
- 1 Bonuspunkt für vier oder mehr Versuche, unabhängig vom Endstand
- 1 Bonuspunkt bei einer Niederlage mit sieben oder weniger Punkten Unterschied

### Finale
| 13. Juni 2021 16:30 WESZ | Ealing Trailfinders | 0 : 60 | Saracens | Trailfinders Sports Ground, London Schiedsrichter: Wayne Barnes |
| 13. Juni 2021 16:30 WESZ | Bericht             |        |          | Trailfinders Sports Ground, London Schiedsrichter: Wayne Barnes |

| 20. Juni 2021 15:30 WESZ | Saracens | 57 : 15 | Ealing Trailfinders | Barnet Copthall, London Schiedsrichter: Luke Pearce |
| 20. Juni 2021 15:30 WESZ | Bericht  |         |                     | Barnet Copthall, London Schiedsrichter: Luke Pearce |